# Прапор Квебека
Прапор міста Квебек був офіційно прийнятий 12 січня 1987.

## Символізм зображень
На прапорі зображений золотий корабель на синьому фоні, оточеному білою зубчатою облямівкою, яка символізує його унікальні міські стіни та означає укріплене стінами місто. Місто було засноване вихідцями із Бруажу, колишньої провінції Сентонж, що у Франції, яке також було обнесене мурами.
Зображення корабля символізує корабель Самюеля де Шамплена Дон де Дьє (укр. Дар Божий), на якому той прибув до Нового Світу, щоб заснувати місто Квебек у 1608 році. Напнені вітром вітрила символізують хоробрість і силу місцевого населення. Корабель також символізує місто, як один із найбільших морських портів Північної Америки.

## Символізм кольорів

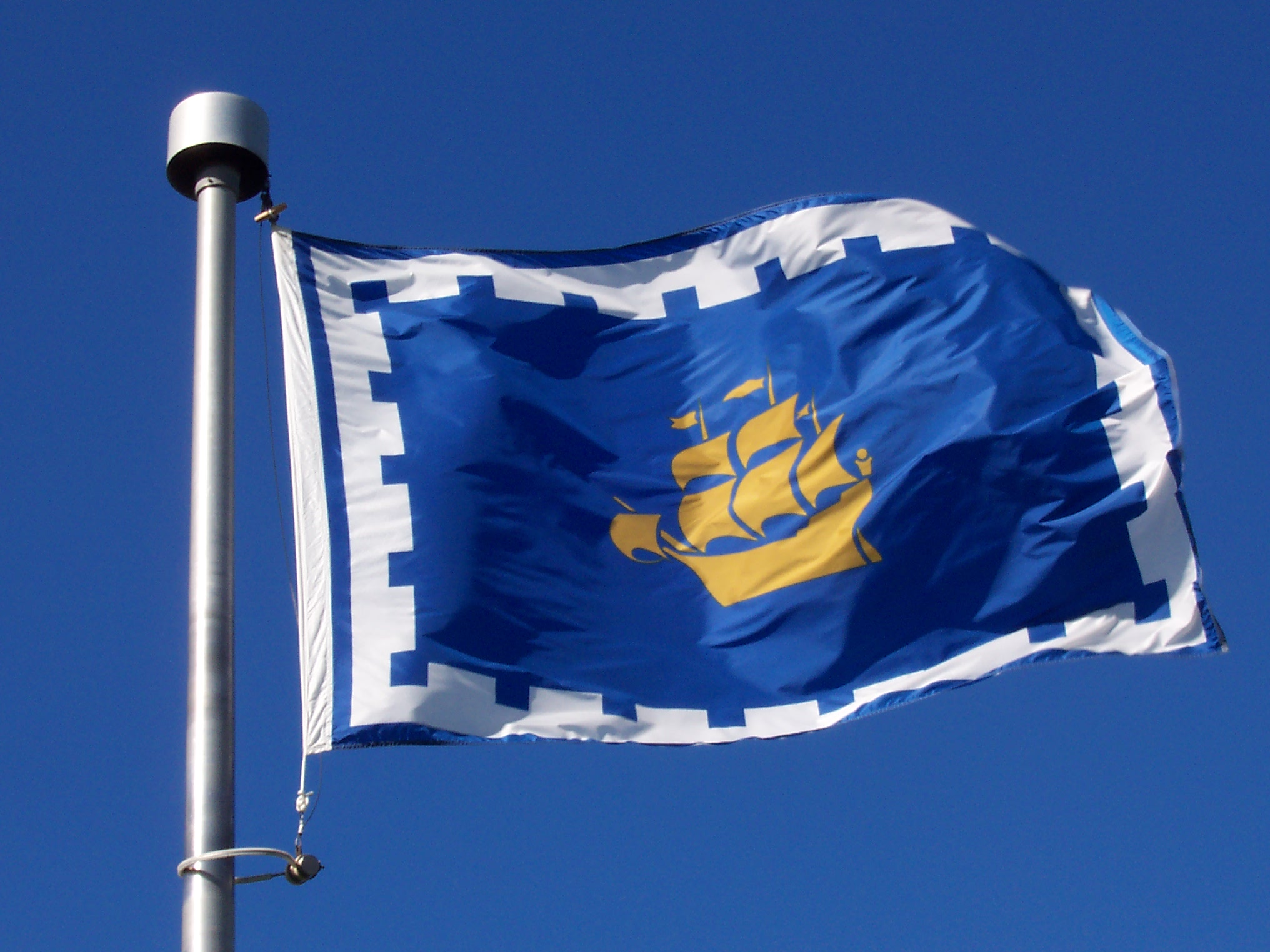
Прапор міста Квебек

Застосовані на прапорі кольори мають такий геральдичний символізм:
- Жовтий (золото) символізує силу, справедливість, послідовність, багатство, віру і блиск.
- Білий (срібло) свідчить про чистоту, правду, милосердя, смирення та перемоги.
- Синій (блакить) означає вірність, чистоту, суверенітет, велич, хорошу репутацію, знання та спокій. Окрім цього, синій колір, який також переважає і у гербі, підкреслює заснування міста французами.[2]